# Chamaecrista deeringiana
Chamaecrista deeringiana är en ärtväxtart som beskrevs av Francis Whittier Pennell. Chamaecrista deeringiana ingår i släktet Chamaecrista och familjen ärtväxter. Inga underarter finns listade i Catalogue of Life.